# Францішек Станіслав Потоцький
Францішек Станіслав Потоцький, гербу «Пилява» (пол. Franciszek Stanisław Józef Potocki, рос. Франц Викентьевич Потоцкий; 1788–1853) — польський магнат, нумізмат і колекціонер з роду Потоцьких. Член Державної ради Королівства Польского 1830 р., таємний радник і сенатор Російської імперії. У 1832—1841 pp. очолював Мазовецьке воєводство, перетворене 1837 р. на Мазовецьку губернію. Мальтійський лицар (в ордені після 1814 р.), Лицар честі та відданості Великого Католицького Пріорату в Росії.

## Біографія
Єдиний син генерал-лейтенанта графа Вінцентія Потоцького від другого шлюбу з Ганною Мицельською. Народився і виріс у резиденції батька у Немирові. Успадкував також Збараж у Волинській губернії. З 1800 жив з матір'ю в Парижі, де здобув чудову освіту, слухав лекції в Дрездені та Лейпцигу. 29 серпня 1808 року вступив на службу капітаном військ герцогства Варшавського, перебував у діючій армії ад'ютантом у Луї Даву. 2 червня 1815 року був переведений майором до колишніх польських військ з ескадронних командирів французької служби.
У тому ж році, 16 листопада, був переведений до лейб-гвардії Конно-єгерський полк. В 1816 отримав звання флігель-ад'ютанта і призначення при посольстві в Неаполі, де пробув до 1822 року, коли був зарахований до Міністерства закордонних справ, а потім отримав призначення при посольстві в Парижі. Після звільнення з військової служби, в 1824 отримав звання придворного камергера, а в 1826 — церемоніймейстера. 26 жовтня 1832 отримав чин статського радника і був визначений на посаду голови Мазовецької воєводської комісії. 14 квітня 1833 року був призначений дійсним статським радником. 20 березня 1836 був призначений членом Державної ради Королівства Польского.
18 лютого 1841 року був звільнений, на прохання, з посади губернатора Мазовецького воєводства. 6 вересня того ж року отримав чин таємного радника і призначений сенатором. З 1842 року був членом Комітету для складання «Свода законов Царства Польского», у квітні 1843 року був призначений головою Емеритальної комісії, а в 1844 році — виконуючим обовязки голови Герольдії Королівства Польского. 1850 року вийшов у відставку.
Як і батько, Потоцький був палким колекціонером. Йому належали цінні збори польських медалей та монет, велика колекція польських та іноземних старожитностей, у тому числі зброя та чудова бібліотека, що пізніше надійшла до Вілянівського палацу. Не завжди маючи кошти на нові покупки, він іноді був змушений продавати деякі предмети зі своєї колекції. Серед його покупців були імператор Микола I та імператор Франц II. Помер у січні 1853 року у Варшаві, був похований на Повонзківському цвинтарі.

## Нагороди
У 1809 році він був нагороджений французьким Лицарським хрестом, у 1820 році — офіцерським орденом Почесного легіону, а в 1822 році — золотим хрестом Virtuti Militari. Нагороджений російськими орденами: орденом Білого Орла, орденом Святої Анни 1 класу з короною і орденом Святого Володимира. Він також мав Почесний знак Конгресу за 40 років бездоганної служби, а також Мальтійський хрест.

## Родина
|                     |  |  |
| Сидонія та Кароліна |  |  |

Перша дружина (з 08.09.1807) — принцеса Сидонія де Лінь (08.12.1786 — 14.05.1828), онука мемуариста принца Шарля де Ліня і донька полковника австрійської армії принца Жозефа де Ліня, який був волонтером при Суворові під Ізмаїлом. Потоцький був Сидонії зведеним братом, її мати Хелена Масальська (1763—1815), овдовівши 1792 року, вийшла заміж за графа Вінцента Потоцького (ставши його третьою дружиною). Шлюб їхніх дітей був влаштований для того, щоб поставити крапку в суперечках старого графа Потоцького і Хелени про долю майна останньої. За відгуком сучасниці, «Сидоні Потоцька була злочинно легковажною, але мала таке добре серце і такий приємний характер, що просто неможливо було не любити її всім серцем». Похована на пагорбі Каленберг у Відні. У шлюбі мала доньку Сидонію (пом. 1811).
Друга дружина (з 1829) — Кароліна Коффлер (14.10.1812 — 22.11.1885), що походила з буржуазної родини Леопольдів і полонила графа Потоцького своєю грацією. За відгуком сучасниці, була «мініатюрна красива жінка, що мала дивовижний такт, весела і природна, вона почувала себе чудово в такому звичному для себе у вищому суспільстві, нікого не шокувала і не давала приводу навіть для найменшого недоброзичливості до себе». За заслуги чоловіка була надана в кавалерственные дамы малого креста ордена Св. Екатерины (06.06.1849). Будучи єдиною спадкоємицею всього рухомого та нерухомого майна чоловіка, в 1857 через фінансові труднощі продала його цінну колекцію монет і медалей. Була діяльною благодійницею, була членом Варшавського благодійного товариства і жертвувала досить значні суми Інституту глухих і сліпих. Через заворушення у Польщі 1860 року залишила Варшаву. Жила у Дрездені, де 8 січня 1861 року вийшла заміж за багатого графа Януша Ростворовського (1811—1891), знавця мистецтва та любителя музики. Свій будинок подружжя тримало відкритим і разом займалося великою благодійністю. У віці Кароліна страждала на ожиріння, що відбилося на її красі і дозволило недоброзичливцям говорити, що в цьому виявилося її низьке походження. Померла у Варшаві та похована на Повонзківському цвинтарі.